# الحاق کرانه باختری به اردن
اداره کرانه باختری توسط اردن رسماً در ۲۴ آوریل ۱۹۵۰ آغاز شد و با تصمیم به قطع روابط در ۳۱ ژوئیه ۱۹۸۸ به پایان رسید. این دوره در طول جنگ اعراب و اسرائیل در سال ۱۹۴۸ آغاز شد، هنگامی که اردن بخشی از فلسطین تحت قیمومت بریتانیا را که به کرانه باختری معروف شد، از جمله اورشلیم شرقی، اشغال کرده و متعاقباً ضمیمه خاک خود کرد. این سرزمین تا زمانی که در طول جنگ شش‌روزه ۱۹۶۷ توسط اسرائیل اشغال شد، تحت کنترل اردن باقی ماند و در نهایت اردن در سال ۱۹۸۸ از ادعای خود بر این سرزمین صرف نظر کرد.
پس از خروج نیروهای بریتانیایی از فلسطین در پایان ۱۴ مه ۱۹۴۸، کشورهای عربی وارد مناطق فلسطین تحت قیمومت شدند که در قطعنامه ۱۸۱ مجمع عمومی سازمان ملل متحد در ۲۹ نوامبر ۱۹۴۷ برای یک کشور مستقل عربی تعیین شده بود که قرار بود در کنار یک کشور یهودی ایجاد شود. . این نیروها تحت فرماندهی ملک عبدالله اول اردن بودند. لژیون عرب اردنی با موفقیت کنترل شهر قدیم اورشلیم و بخش قابل توجهی از رود اردن و دریای مرده، از جمله شهرهایی مانند اریحا، بیت‌لحم، الخلیل، نابلس، رام‌الله، و غیره را به دست گرفت. پس از پایان جنگ، منطقه‌ای که تحت کنترل اردن باقی مانده بود به کرانه باختری معروف شد.
در جریان کنفرانس جریکو در دسامبر ۱۹۴۸، صدها تن از سرشناسان فلسطینی در کرانه باختری گرد هم آمدند، حکومت اردن را پذیرفتند و عبدالله را به عنوان حاکم به رسمیت شناختند. کرانه باختری به طور رسمی در ۲۴ آوریل ۱۹۵۰ ضمیمه شد، اما این الحاق به‌طور گسترده توسط اکثر جامعه بین‌المللی غیرقانونی و باطل تلقی شد. یک ماه پس از آن، اتحادیه عرب با دریافت تضمینی از اردن، تصمیم گرفت تا منطقه الحاق شده را تا زمانی که مسئله فلسطین حل و فصل نشود، نگاه دارد. به رسمیت شناختن اعلامیه الحاق اردن توسط بریتانیا، ایالات متحده آمریکا، عراق، و احتمالاً پاکستان، پذیرفته شد، و هنگامی که اردن در سال ۱۹۵۵ در سازمان ملل متحد پذیرفته شد، هیچ اعتراضی مطرح نشد.

## مطالعه بیشتر
- Anderson, Betty S. (15 September 2009). "Union with Jordan". Nationalist Voices in Jordan: The Street and the State. University of Texas Press. pp. 114–. ISBN 978-0-292-78395-9.
- Maoz, Moshe (22 May 2015). Palestinian Leadership on the West Bank (RLE Israel and Palestine): The Changing Role of the Arab Mayors Under Jordan and Israel. Routledge. ISBN 978-1-317-45032-0.
- Mishal, Shaul (14 July 2014). "Conflictual Pressures and Cooperative Interests: Observations on West Bank - Amman Political Relations, 1949-1967".  In Joel S. Migdal (ed.). Palestinian Society and Politics. Princeton University Press. pp. 169–. ISBN 978-1-4008-5447-9.
- Morris, Benny (1999). Righteous Victims: A History of the Zionist-Arab Conflict, 1881–1999. Alfred A. Knopf. ISBN 978-0-679-42120-7.
- Morris, Benny (2004). The Birth of the Palestinian Refugee Problem Revisited. Cambridge University Press. ISBN 978-0-521-00967-6.
- Hussein Move May Snag Peace Initiative – published on Palm Beach Post on July 31, 1988
- Hussein Muddies Mideast Waters – published on Milwaukee Journal on August 1, 1988
- King Hussein's Bombshell – published on Pittsburgh Press on August 4, 1988